# Statsskov
En statsskov er en skov eller et tilstødende naturareal, der ejes af den danske stat.
Det drejer sig om i alt 190.000 hektar. Langt størstedelen af dette areal forvaltes og vedligeholdes af Naturstyrelsens 22 lokale enheder, men andre myndigheder administrerer også skovarealer, f.eks. Forsvarsministeriet (militære øvelsesarealer).
Arealerne er i hovedreglen åbne for publikum. De drives efter principper om naturnær skovdrift. Hovedformålet er at skabe natur og oplevelser for befolkningen. Samtidig udnytter Naturstyrelsen de økonomiske ressourcer i skovene ved at sælge en del af træet.